# Carlos Ruiz Encina
Carlos Eduardo Ruiz Encina (Santiago de Chile, 27 de julio de 1964) es un sociólogo, intelectual y político chileno. Desde su retorno a Chile del exilio en 1990 ha desarrollado una intensa actividad política, estrechamente vinculada a las luchas del movimiento popular de la postdictadura, como formador de dirigentes sociales y organizador de algunos de los más importantes referentes políticos e intelectuales surgidos en el campo de la izquierda chilena durante las últimas décadas, como la SurDA, la Izquierda Autónoma y el Frente Amplio.
Actualmente, se desempeña como académico del Departamento de Sociología de la Universidad de Chile. 

## Formación y vida política
Es hijo de Eduardo Ruiz Contardo, militante y dirigente socialista durante la Unidad Popular y latinoamericanista ligado a la Universidad Nacional Autónoma de México tras su exilio. Su madre es María Isabel Encina, dirigente socialista durante el gobierno de Salvador Allende, y luego activa militante en la lucha contra la dictadura y por la causa feminista.
En su formación influyeron el fundador y dirigente del Movimiento de Izquierda Revolucionaria (Chile), Nelson Gutiérrez, el intelectual socialista chileno Enzo Faletto y el pionero de la sociología argentina, Juan Carlos “Lito” Marín.
En los años noventa se convirtió en fundador y líder del Movimiento SurDA. Este referente político, surgido en 1992, logró posicionarse como una fuerza de izquierda innovadora y crítica, conquistando en el mundo universitario la dirección de varias federaciones de estudiantes a lo largo de Chile, así como el desarrollo de un frente poblacional en la experiencia de la histórica Toma de Peñalolén y un trabajo conjunto con sindicatos y organizaciones sociales en varias regiones del país.
En los años 2000, Ruiz se vinculó a movimientos herederos de la experiencia de la SurDA, principalmente la Izquierda Autónoma, que, junto a otros movimientos y partidos, estuvo en el origen del Frente Amplio surgido en 2017. Esto ha motivado que la prensa de su país lo designe como el “ideólogo” de esta coalición.
Fue candidato a convencional constituyente el año 2020, pero no resultó elegido. Los ejes de su programa apuntaron a: 1) Democratización de las instituciones que dirigen el modelo económico; 2) Fin del régimen de responsabilidad individual sobre el que se fundan la desprotección y los abusos económicos y sociales; y 3) Reconocimiento institucional de las formas autónomas de organización de la sociedad para contrapesar el poder empresarial.

## Controversias
El 5 de mayo de 2009, Carlos Ruiz fue detenido por conducción en estado de ebriedad por Avenida Grecia en dirección Poniente, al adelantar un vehículo policial a exceso de velocidad y pasando en alto la luz roja del semáforo. Fue detenido y posteriormente trasladado al Servicio de Urgencia de Ñuñoa, en donde se le realizó el examen de alcoholemia, arrojando como resultado 2.14 gramos de alcohol por litro de sangre, según el informe de alcoholemia del Servicio Médico Legal. Fue sentenciado a 41 días de prisión en su grado máximo, una multa de 1 UTM y suspensión de su licencia de conducir por seis meses. 
En 24 de agosto de 2019, en la comuna de Ñuñoa, Carlos Ruiz se enfrentó en una pelea con un estacionador de autos mientras conducía dirección a su casa. Luego de que dos sujetos se pararan frente a su vehículo haciéndole gestos para estacionarse, uno de ellos golpeó su ojo derecho, según relata Ruiz. Posteriormente, Carlos Ruiz aceleró su auto, escapando del lugar y dejando con heridas y lesiones al parquímetro. La fiscalía lo formalizó e imputó por no haber auxiliado a la persona con quien mantuvo la pelea. 
El 26 de julio del 2023, Carlos Ruiz Encina fue arrestado en su departamento en Ñuñoa por Carabineros, luego de que su pareja denunciara que fue agredido por él. Según el relato de su conviviente, Carlos Ruiz llegó al departamento en estado de ebriedad y sin motivo golpeó con sus puños el rostro de su pareja. Fue formalizado como autor de lesiones menos graves en contexto de violencia intrafamiliar en grado de desarrollo consumado.  En este contexto, Carlos Ruiz aseguró que la versión divulgada de los hechos constituye un relato falso, sobre los hechos que no lograron probarse en el proceso judicial . Tras esto, la Fiscalía desmintió que el caso sea un relato falso y aclaró que el caso judicial contó con 10 testigos, registros de lesiones mediante fotografías e informe de lesiones, grabaciones en video de guardias municipales y audios de llamada de auxilio al 133 y SERNAMEG. 

## Pensamiento y obra
Ruiz es sociólogo y doctor en Estudios Latinoamericanos de la Universidad de Chile. En su pensamiento y obra, que dialoga directamente con las luchas sociales y procesos de construcción política de los que ha formado parte, se erigen como temas centrales la exclusión popular que marca el proceso de transición a la democracia en Chile y el tipo de sociedad que produce la transformación neoliberal en su país y en América Latina.
Aunque durante sus años en el Movimiento SurDA desarrolló una serie de textos y manifiestos políticos sobre el devenir de la sociedad chilena de la postdictadura, su obra conocida por el público general y especializado surge en el transcurso de su vida académica, iniciada tardíamente debido a su rol como dirigente político. En ella prevalece una mirada constante a los clásicos de la teoría social y un esfuerzo por sacar a las ciencias sociales de una labor administrativa.
Dentro de su obra destacan sus estudios e interpretaciones sobre los movimientos de protesta que emergen en Chile desde los años 2000, especialmente en el ámbito de la educación, donde tempranamente destacó la existencia de un malestar social fundado en la privatización de este sector, que luego refrendarían las grandes protestas estudiantiles que sacudieron al país en el año 2011.
También destaca su interpretación sobre el estallido social de octubre de 2019, donde ha apuntado a la aparición de un nuevo pueblo, diverso social y culturalmente, enfrentado a una oligarquía neoliberal surgida en la disolución de los viejos clivajes políticos que marcaran la transición a la democracia en Chile. Una interpretación que más tarde ha profundizado, señalando que en los orígenes de la crisis chilena se inscriben nuevos conflictos sociales que buscan su reconocimiento y procesamiento en una nueva institucionalidad política. En este caso, si bien su obra puede incluirse dentro del grupo de los autores que diagnosticaron y anticiparon los crecientes problemas de legitimidad del neoliberalismo chileno, su énfasis sociológico le lleva a explicar este conflicto, más que como un problema cultural, como el resultado de la conformación de un nuevo paisaje social neoliberal, que da origen a un nuevo individuo marcado por la privatización de su vida cotidiana, la desprotección y la exclusión social. 
Es también coautor también, junto al histórico dirigente socialista y excandidato presidencial Jorge Arrate, de una antología sobre la formación del ideario político del socialismo chileno, que abarca desde los años veinte hasta los setenta del siglo XX. En ella se subraya el modo en que el proyecto socialista asumió el desafío de transformación que implicó la crisis del orden tradicional-oligárquico a inicios del siglo pasado, como lección para concebir un nuevo curso de modernización frente a la actual crisis que vive la sociedad chilena.
Ruiz es un entrevistado y columnista habitual en los medios de comunicación en Chile, siendo influyentes sus intervenciones al interior del mundo político. Además, es conferencista y profesor universitario, especialista en la historia y sociología latinoamericanas, la estructura sociales y el conflicto político, así como las transformaciones del Estado.

## Publicaciones

### Libros
- 2022 El poder constituyente de la revuelta chilena. Buenos Aires: CLACSO. En coautoría con Sebastián Caviedes[5]
- 2020 Génesis y ascenso del socialismo chileno. Una antología hasta 1973. Santiago de Chile: Lom Ediciones. En coautoría con Jorge Arrate.[6]
- 2020 Octubre chileno. La irrupción de un nuevo pueblo. Santiago de Chile: Taurus.[7]
- 2019 La política en el neoliberalismo. Experiencias latinoamericanas. Santiago de Chile: Lom Ediciones.[8]>
- 2013 Conflicto social en el neoliberalismo avanzado. Análisis de clase de la revuelta estudiantil en Chile. Buenos Aires: Ediciones CLACSO[9]
- 2009 Obras Completas de Enzo Faletto. Tomo 1: Chile. Santiago: Editorial Universitaria. En coedición con Rodrigo Baño y María Eugenia Ruiz-Tagle[10]

### Capítulos de libros
- 2020 Luchas sociales y alianzas políticas. Actualidad de la epopeya de la Unidad Popular. En Austin, R., Salém, J., y Canibilo, V. (comps.). La vía chilena al socialismo: 50 años después. Buenos Aires: CLACSO – Ocho Libros, 283-299.
- 2017 Socialismo y libertad. Notas para repensar la izquierda. En Zerán, F. (ed.). Chile actual: crisis y debate desde las izquierdas. Santiago de Chile: Lom Ediciones, pp. 133-162[11]
- 2016 Crisis política en Chile: neoliberalismo, cambios sociales y democracia. En Garretón, M.A. (coord.) La gran ruptura. Institucionalidad política y actores sociales en el Chile del siglo XXI. Santiago de Chile: Lom Ediciones, pp. 83-108[12]
- 2008 ¿Tiene Chile un gobierno de Izquierda?. En Stolowicz, B. (coord.). Gobiernos de Izquierda en América Latina, Un balance político. Bogotá: Ediciones Aurora, pp. 323-340[13]

### Revistas
- 2018 El neoliberalismo y su promesa incumplida de emancipación: bases del malestar y de la ola feminista. Revista Anales de la Universidad de Chile, Núm. 14. Vicerrectoría de Extensión y Comunicaciones, Universidad de Chile, pp. 191-201.[14] En coautoría con Camila Miranda.
- 2017 Incongruencias en los usos de los idearios de libertad e igualdad. Revista Estudios Públicos, Núm. 147, pp. 169-197[15]
- 2016 Concentración, exclusión y conflicto social. La especificidad chilena. Revista Análisis del Año, Núm. 18, Facultad de Ciencias Sociales, Universidad de Chile, pp. 27-50.[16] En coautoría con Sebastián Caviedes.
- 2015 O conflito social no Chile: Estado, mercado e democracia. Revista Plural, Vol. 22, Núm. 1, Universidad de São Paulo, pp. 53-65.[17]
- 2015 ¿América Latina ante una nueva encrucijada?. Anuari del Conflicte Social 2014. Observatori del conflicto social, Universidad de Barcelona, pp. 765-783. En coautoría con Giorgio Boccardo[18]
- 2014 Lo público y lo estatal en el actual problema de educación. Revista Anales de la Universidad de Chile, Núm. 17, pp. 93-105[19]
- 2014 Discriminación en la acción estatal y producción de la desigualdad social. Revista Análisis del Año, Núm. 16, Facultad de Ciencias Sociales, Universidad de Chile, 25-46. En coautoría con Giorgio Boccardo[20]

- 2012 New Social Conflicts under Bachelet. Revista Latin American Perspectives, Vol. 39, Núm. 4. University of California, pp. 71-84. [Incorporada en dos libros de Cambridge Studies in comparative politics].[21]
- 2007 Actores sociales y transformación de la estructura social. Revista de Sociología, Núm. 21, Facultad de Ciencias Sociales, Universidad de Chile, pp. 209-233.[22]
- 2006 Un desafío del pensamiento latinoamericano ante la transformación reciente. Revista Estudios Latinoamericanos. CELA - UNAM. Número Anual Extraordinario, pp. 21-50[23]

### Entrevistas y columnas
- 2019 "En Chile se está gestando un gran cambio histórico". Entrevista en diario Página 12 (Argentina), 18 de noviembre[24]
- 2019 "The Clinic publica artículo de Carlos Ruiz rechazado por revista socialdemócrata: ¿Cuál socialdemocracia?". Columna en Semanario The Clinic (Chile), 3 de junio de 2019[25]
- 2018 "Salió la copia, volvió el original". Columna en diario El Mercurio (Chile), 2 de junio de 2018[26]
- 2017 “No podemos seguir culpando a Pinochet de todo lo que pasa en Chile”. Entrevista en diario El País (España), 20 de noviembre de 2017[27]
- 2017 "Frente Amplio a la chilena". Entrevista en Semanario Brecha (Uruguay), 17 de noviembre de 2017[28]
- 2017 "Reproducir la decadencia de la Concertación en versión boy scouts es lo más triste que podríamos hacer". Entrevista en Semanario The Clinic (Chile), 6 de agosto de 2017[29]
- 2016 "Brunner y la ilusión socialdemócrata". Columna en Revista Santiago (Chile), Universidad Diego Portales, 10 de agosto de 2016.[30]

### Intervenciones públicas
- 2020 Tres ejes estratégicos para abordar la nueva Constitución
- 2018 Intervención en el Senado sobre la necesidad de repensar un nuevo bloque histórico en Chile

- 2017 Entrevista de la escritora Diamela Eltit sobre el origen del Frente Amplio chileno y el Chile actual

- 2016 Charla sobre el desafío político de una reforma educacional que revierta la lógica neoliberal

- 2013 Exposición en Escuela Eugenio González Rojas sobre el pacto de la transición en la democracia chilena

- 2013 Charla en Escuela Eugenio González Rojas sobre Antonio Gramsci